# Хунта революционной координации
Хунта революционной координации (исп. Junta de Coordinación Revolucionaria) — союз четырёх леворадикальных партизанских организаций стран Латинской Америки, созданный в 1973 г. с целью координирования революционной деятельности на континенте. 
В хунту вошли:
- Революционная армия народа Аргентины
- Армия национального освобождения Боливии
- Движение национального освобождения — Тупамарос Уругвая
- Левое революционное движение Чили